# Dolecta aroa
Dolecta aroa is een vlinder uit de familie van de Houtboorders (Cossidae). De wetenschappelijke naam van de soort is voor het eerst gepubliceerd in 1894 door William Schaus.
De soort komt voor in Venezuela, Colombia, Ecuador, Brazilië (Bahia), Paraguay en Argentinië.